# Formica reflexa
Formica reflexa é uma espécie de formiga do gênero Formica, pertencente à subfamília Formicinae.